# Teosofia (saggio)
Teosofia è un testo di Rudolf Steiner, nel quale vengono esposte alcune conoscenze sovrasensibili riguardo alla natura interiore dell'uomo, e a quella esteriore del mondo.
Il termine teosofia, che sin dall'antichità significa propriamente «sapienza divina», è utilizzato da Steiner per designare quella "scienza superiore" che secondo lui consentirebbe all'uomo di elevare la sua mente alla Divinità, per ottenere rivelazioni sul proprio essere e il proprio destino. Il risultato di queste indagini spirituali è da lui altrimenti chiamato «Scienza dello Spirito».

## Contenuto
Nella prefazione Steiner sottolinea l'esigenza per l'epoca attuale di approdare a conoscenze di natura sovrasensibile sul mondo e sulla vita, le sole che possano dare risposte ai grandi enigmi dell'esistenza. Coloro che respingono tali spiegazioni sovrasensibili, chiedendo prove scientifiche irrefutabili di quanto si afferma, non riusciranno ad aprirsi alla loro verità: 
(Steiner, op. cit., pag. 7)
Steiner tiene a precisare, a ogni modo, che le comunicazioni fornite dall'occultista sono tali che chiunque può essere in grado di capirle con l'ausilio della sola logica, priva di preconcetti.

### L'essere dell'uomo
Steiner inizia osservando che il mondo appare all'uomo in tre modi differenti:
1. attraverso il suo corpo esso si presenta a lui in forma di percezioni, come un insieme di fatti che gli vengono semplicemente dati;
2. il secondo aspetto consiste nelle sensazioni e nei sentimenti che quei fatti producono in lui, che hanno importanza cioè per la sua interiorità, per la sua anima;
3. vi sono infine le leggi che governano il mondo, a cui l'uomo accede col pensiero e la riflessione, mettendo da parte la propria interiorità, lasciando parlare la realtà stessa che gli si rivela come conoscenza spirituale.

L'essere umano risulta così composto dalle seguenti tre parti costitutive:
- corpo
- anima
- spirito

Il corpo è ciò che accomuna l'uomo al minerale, ma esso è strutturato in modo da fornire la base materiale per la manifestazione del pensiero, che trova nel cervello l'organo deputato ad assolvere questo compito tipicamente umano.
Le forze della riproduzione e della crescita accomunano invece l'uomo alle piante. Grazie a queste forze tutti gli esseri viventi ricevono una forma che viene loro trasmessa per via ereditaria. I normali sensi fisici possono percepire il materiale di cui è composta, ma non la specie che con essa viene tramandata di generazione in generazione. Questa forza vitale, come può essere chiamata, non scaturisce dalle pure leggi fisiche e chimiche, ma è un'entità autonoma, chiamata da Steiner "corpo vitale o eterico".
Oltre a far parte della vita, l'uomo possiede una sua propria interiorità, fatta di sensazioni e impulsi, suscitate in risposta agli stimoli esterni dalla cosiddetta "anima senziente". La sensazione, ad esempio del colore azzurro, non è dunque un processo fisico, ma esclusivamente animico, che non può essere osservato altrove fuorché nell'interiorità stessa di chi lo prova.
Da una parte l'anima senziente è vincolata a quel che il corpo percepisce, tramite un corpo intermedio detto "animico", dall'altra entra in relazione anche coi pensieri formulati dallo spirito, divenendo capace di rielaborare l'esperienza immediata, dando luogo a un elemento animico più evoluto, chiamato da Steiner "anima affettiva o razionale": quest'ultima è tipica dell'uomo, mentre l'anima senziente è propria degli animali.
Quando studia le leggi del pensiero, l'uomo scopre che queste si accordano con quelle dell'universo. La verità oggettiva è infatti qualcosa che, sebbene l'uomo ricerchi dentro di sé, è autonoma da lui, a differenza dei sentimenti di piacere e dispiacere che esistono solo in quanto egli esiste. La cognizione di una verità, così come di un bene morale, ha valore indipendente e imperituro. Quando l'anima partecipa al vero e al buono che vi è nello spirito, essa sviluppa qualcosa di eterno e duraturo, chiamato da Steiner anima cosciente, che va oltre la simpatia o antipatia in cui è ancora coinvolta l'anima affettiva.
(Steiner, op. cit., pag. 19)
Il corpo e l'anima, sin qui indagati, sono gli involucri o strumenti dell'"Io", nome con cui l'uomo impara a designare se stesso mediante l'autocoscienza. Come l'Io è il centro del corpo e dell'anima, vivendo all'interno di essi, così l'Io diventa a sua volta la dimora dello Spirito, da cui si fa riempire. Al di sopra dell'anima cosciente, che partecipa della verità eterna, questa stessa verità dunque si individualizza manifestandosi nell'Io, dando luogo a una Personalità o Sé Spirituale.
Come le manifestazioni del mondo fisico sono chiamate sensazioni, Steiner chiama intuizioni quelle del mondo spirituale. Ogni pensiero su un qualsiasi oggetto è tanto più perfetto, quanto più è pervaso dall'intuizione anziché dalla sola osservazione sensibile.
(Steiner, op. cit., pag. 21)
L'uomo non nasce solo dal mondo fisico ma anche dalle Leggi spirituali del Vero e del Buono. E come il corpo fisico dell'uomo si costruisce con i materiali provenienti dal mondo fisico, altrettanto avviene per la sua parte spirituale: come il primo è tenuto in vita da un corpo eterico, così Steiner parla di uno Spirito Eterico o Vitale, superiore al Sé Spirituale, il quale racchiude a sua volta, come un involucro, l'Uomo-Spirito. Allo sguardo del veggente quest'ultimo appare dotato della capacità di espandersi illimitatamente, quanto più trae alimento dal mondo spirituale che lo circonda attraverso quell'organo di percezione che è l'intuizione.
Per comprendere l'uomo nella sua completezza occorre dunque pensarlo così costituito:
- Corpo fisico
- Corpo eterico o vitale
- Corpo animico
- Anima senziente
- Anima razionale
- Anima cosciente
- Personalità o Sé spirituale
- Spirito vitale
- Uomo-Spirito

Poiché l'anima razionale e l'anima cosciente sono entrambe pervase dalla forza dell'Io, e l'anima senziente compenetra il corpo animico al punto da formare un unico "corpo astrale", l'uomo viene suddiviso da Steiner anche in corpo fisico, corpo eterico, corpo astrale, e Io; ma quando l'Io si interpenetra dello spirito, gli istinti e le cupidigie che vivono solo nella sua interiorità vengono trasformate dall'azione illuminante della Personalità Spirituale, la quale dunque viene anche detta "corpo astrale trasformato"; lo stesso avviene per il corpo eterico ad opera dello Spirito vitale, e del corpo fisico che può divenire Uomo-Spirito. Considerando che
l'anima cosciente e la Personalità Spirituale formano un tutt'uno, Steiner riduce gli elementi costitutivi umani ai seguenti sette:
1. Corpo fisico.
2. Corpo vitale.
3. Corpo astrale.
4. Io, o nucleo animico.
5. Personalità o Sé spirituale, come corpo astrale trasformato.
6. Spirito vitale, come corpo vitale trasformato.
7. Uomo-Spirito, come corpo fisico trasformato.

### La reincarnazione dello spirito e il destino
Perché si possano percepire gli elementi fisici del mondo esteriore, ad esempio una rosa, è necessaria sia la presenza effettiva di tali oggetti, sia dell'organo corporeo in grado di riceverne un'impressione. Viceversa, la percezione della verità riguardo a tali entità transitorie non dipende dagli organi corporei, né dall'uomo stesso, ma si basa su una capacità dell'anima di accedere ai contenuti durevoli dello Spirito.
L'anima si trova così a metà strada tra il presente e l'eternità: essa infatti sottrae le impressioni attuali alla transitorietà e le trattiene dentro di sé per mezzo della memoria. E d'altra parte, essa agisce anche sulla realtà esterna, non semplicemente abbandonandosi a stimoli passeggeri, ma modificandola in modo da produrre degli effetti duraturi. Steiner si chiede allora: le conseguenze di un'azione possono anche ripercuotersi dal di fuori sull'anima stessa, così come un ricordo fluisce dal suo interno quando viene ridestato da una causa esterna?
Sulla natura del ricordo, Steiner tiene a sottolineare che esso non consiste nel far rivivere una vecchia rappresentazione avuta in passato, in maniera inalterata, ma nello sperimentare una nuova rappresentazione di qualcosa che è stato conservato nella propria interiorità, congiungendola con una percezione attuale, ad esempio di una persona già incontrata ieri. È sempre l'anima che imprime nel corpo le sue esperienze, e successivamente percepirà tali "impronte" così come percepisce la realtà esterna.
L'anima mette continuamente a disposizione dello Spirito quel che essa accumula nella memoria; ma lo Spirito, se anche dimenticasse il passato, avrebbe sempre la capacità di accedere nuovamente alle verità del mondo riguardo a ciò che è bene e male. Ogni sua azione tiene dunque conto di due fattori, cioè:
- di quanta parte dell'Eterno gli si sia rivelata sul Bene e sul Male;
- di quanti ricordi l'anima abbia riversato in lui.

La forma dello Spirito non può essere spiegata solamente sulla base delle forze fisiche e materiali. Quel che riceviamo in eredità dai nostri antenati è soltanto il corpo vitale, che si riproduce generando altri corpi simili a lui. Un esame spregiudicato della questione porta piuttosto a concludere che le circostanze della vita agiscono diversamente sulle persone, così che per ognuno si può parlare di una biografia in senso personale. Ogni uomo non è solo un esemplare di una specie generale, ma è lui stesso una specie a sé. Come i caratteri fisici vengono trasmessi per via ereditaria, si può parlare alla stessa maniera di un'eredità spirituale, che consiste nei frutti maturati dalle esperienze acquisite in una vita precedente.
Alla domanda se sia possibile che le conseguenze di un'azione si ripercuotano su colui che la ha commesse, Steiner risponde dunque che la forza del pensiero, se correttamente condotto, ha la capacità persuasiva di convincere che «la causa di determinati processi della vita dell'uomo sia da cercarsi nelle ripetute vite terrene», così come una cosiddetta "prova" esteriore delle scienze naturali ordinarie.
(Steiner, op. cit., pag. 31)
Chi viceversa nutre sufficiente fiducia nel pensiero, riuscirà a costruirsi una rappresentazione che, seppure imperfetta, potrebbe tuttavia condurlo progressivamente alla visione diretta delle conoscenze chiaroveggenti.